# Hannu Posti
Hannu Kalevi Posti (* 15. Januar 1926 in Vehkalahti; † 13. Juni 2012 in Helsinki) war ein finnischer Leichtathlet und Biathlet. Er nahm sowohl an einer Sommer- als auch an einer Winterolympiade teil.
Hannu Posti startete in seiner aktiven Zeit für den Verein Seurat Vuoksenniskan Urjeilijat. Er startete bei den Leichtathletik-Europameisterschaften 1950 in Brüssel über 5000 Meter und wurde Fünfter, sowie bei den 1954 in Bern über 10.000 Meter, wo er 14. wurde. Höhepunkt der Leichtathletik-Karriere wurden die zwischen den beiden Europameisterschaften stattfindenden Olympischen Sommerspielen 1952 in Helsinki, bei denen Posti als Viertplatzierter, mit 3,2 Sekunden hinter Alexander Anufrijew, knapp eine Medaille verpasste. 1952 und 1953 gewann er die finnischen Titel über 5000 Meter, 1952, 1953, 1954 und 1955 über 10.000 Meter sowie 1951, 1952 und 1954 im Marathonlauf.
In den 1960er Jahren wurde Posti in schon fortgeschrittenem Alter als Biathlet aktiv und erreichte hier in der noch vergleichsweise jungen Sportart noch größere Erfolge als in der Leichtathletik. Bei der Biathlon-Weltmeisterschaft 1962 im heimischen Hämeenlinna belegte er im Einzel den fünften Platz und wurde im noch inoffiziellen Staffelwettbewerb mit Antti Tyrväinen und Kalevi Huuskonen hinter der Vertretung aus der Sowjetunion Zweiter. Noch größer war der Erfolg im Jahr darauf in Seefeld in Tirol. Im inoffiziellen Staffelwettkampf erreichte Finnland in derselben Besetzung wie im Jahr zuvor dasselbe Ergebnis. Im Einzel gewann Posti hinter Wladimir Melanin und seinem Landsmann Antti Tyrväinen die Bronzemedaille. Zum letzten Höhepunkt wurden die Olympischen Winterspiele 1964 in Innsbruck, bei denen der Finne zwar nur eine mittelmäßige Laufzeit erreichte, aber bei nur einem Schießfehler am Ende Achter wurde.